# Дангеннон (Вірджинія)
Дангеннон (англ. Dungannon) — місто (англ. town) в США, в окрузі Скотт штату Вірджинія. Населення — 257 осіб (2020).

## Географія
Дангеннон розташований за координатами 36°49′42″ пн. ш. 82°28′5″ зх. д. / 36.82833° пн. ш. 82.46806° зх. д. (36.828362, -82.468109).  За даними Бюро перепису населення США в 2010 році місто мало площу 0,94 км², уся площа — суходіл.

## Демографія
Згідно з переписом 2010 року, у місті мешкали 332 особи в 136 домогосподарствах у складі 96 родин. Густота населення становила 353 особи/км².  Було 179 помешкань (191/км²).
Расовий склад населення:
| - 98,8 % — білих |

До двох чи більше рас належало 0,3 %. Частка іспаномовних становила 0,9 % від усіх жителів.
За віковим діапазоном населення розподілялося таким чином: 23,5 % — особи молодші 18 років, 62,6 % — особи у віці 18—64 років, 13,9 % — особи у віці 65 років та старші. Медіана віку мешканця становила 42,0 року. На 100 осіб жіночої статі у місті припадало 97,6 чоловіків;  на 100 жінок у віці від 18 років та старших — 98,4 чоловіків також старших 18 років.
Середній дохід на одне домашнє господарство  становив 38 807 доларів США (медіана — 23 207), а середній дохід на одну сім'ю — 48 010 доларів (медіана — 24 938). За межею бідності перебувало 35,7 % осіб, у тому числі 48,0 % дітей у віці до 18 років та 6,9 % осіб у віці 65 років та старших.
Цивільне працевлаштоване населення становило 101 осіб. Основні галузі зайнятості: освіта, охорона здоров'я та соціальна допомога — 23,8 %, роздрібна торгівля — 14,9 %, виробництво — 13,9 %.